# 諾頓小修道院
諾頓小修道院是位於英國柴郡朗科恩諾爾頓的一棟歷史建築。它曾在12到16世紀期間作用修道院，18世紀撤銷後成為了一間鄉間別墅，現在是一間博物館。諾頓小修道院的遺跡現在已記錄入冊的古代遺蹟，並在英格蘭遺產委員會名錄中被例為一級保護。